# 加州健身

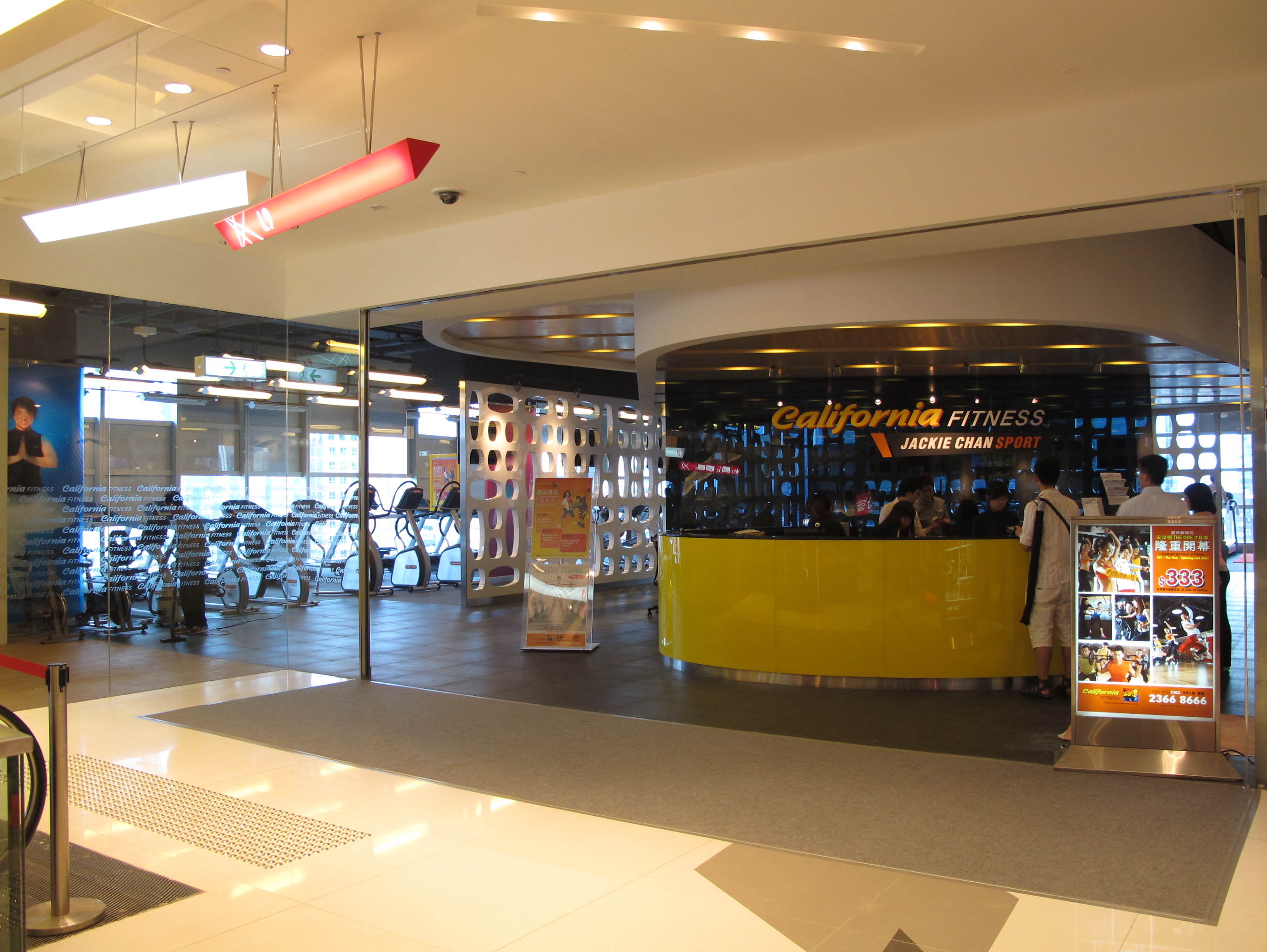
香港尖沙咀店

加州健身中心（英語：California Fitness Centre），是一間位於東亞地區的連鎖健身中心，1996年創立。2012年，24小時健身將加州健身全線業務售予私募基金「The Ansa Group」，2015年12月股權再度易手，以3千萬港元蝕讓給J.V. Fitness Ltd，背後金主為王炳權（PK Wong）及其胞兄王倫。加州健身目前所有分店已停業，包括香港的10間（其中一間為旗下另一品牌Leap）、新加坡3間和中國大陸3間分店，結業前報稱會員人數達10萬。籃球員姚明及藝人成龍曾經為加州健身的代言人及演出廣告宣傳，而中國大陸分店亦曾命名為「姚明運動館」，部份香港及新加坡分店則曾被名為「成龍運動館」，及後陸、港、新三地分店統一改用任賢齊作為代言人。加州健身曾經以特許經營形式發展韓國市場，不過在2008年4月結業，約有4萬個會員受影響。而加州於台灣及馬來西亞的分店則已被其他健身集團收購。
2016年9月，公司大股東兼唯一董事，63歲的王倫因涉違反《商品説明條例》被海關拘捕，壓力極大，心臟病發離世。
2017年3月9日，香港廉政公署正式起訴該公司前員工，他們涉嫌以虛假私人教練協議書進行詐騙，當中涉及2名會員及50000港元，並以有關虛假協議書串謀詐騙該健身中心佣金，以及串謀使用虛假文書；因此當局引入違反《盜竊罪條例》第16A條，以及《刑事罪行條例》第73條及第159A條進行起訴。
2017年5月15日，前香港欖球代表隊成員卓銘然獲金融財團注資，承租加州健身倒閉後但未清場的黃埔舊址，創辦Goji Studios健身中心。其後於5個月內陸續包辦加州香港餘下的其中6間會所原址（屯門、鰂魚涌及一號九龍舊址因已拆卸清場並租予其他商戶而無法沿用），部份裝修保留並加入自身元素設計，同時更換大部份健身器材，亦有營養師為客人設計健康優質膳食餐單。Goji規定員工需參與培訓課程，並要取得公司頒發的專業證書，銳意除去加州健身的硬銷形象。新公司打算在2年內增設多5間分店至12間，並有意進軍澳門、中國內地及海外市場，亦準備在3至5年內上市。

## 併購分拆
- 在2000年代初，加州健身在韓國及泰國的會所分拆組成了California WOW Xperience，由加州健身創辦人Eric Lavine擔任行政總裁，但兩間公司並無任何關係。
- 在馬來西亞的3間會所於2009年售予名人健身（Celebrity Fitness）。
- 在台灣的6間會所於2010年9月29日，由世界健身俱樂部（World Gym，其台灣分點是由集團的子公司「香港商世界健身事業有限公司台灣分公司」經營）購併。[13][14][15]
- 2012年，24小時健身將加州健身全線業務售予私募基金「The Ansa Group」。
- 2015年12月，The Ansa Group以3千萬港元將所有股權售予J.V. Fitness Ltd。
- 2016年6月28日，J.V. Fitness Ltd股東王炳權名下另一公司，鎂燦科技工程有限公司入稟申請將J.V. Fitness Ltd清盤。
- 2016年7月12日，加州健身香港業務因資金遭法院凍結，全線暫停營業[1]。

## 代言人
2005年開始加州健身在和成龍及姚明合作，2人除擔任代言人及演出廣告宣傳外，還與加州健身合作開設了一系列以二人命名的特色健身中心。加州健身與姚明在2010年終止合作，兩間在中國內地的姚明運動館被改成一般的加州健身會所。至於與成龍合作經營4間健身中心則分別為於新加坡（2間）與香港（2間），惟亦於2012年終止與成龍的合作，香港及新加坡的成龍運動館被除名，改回一般會所，中國、香港及新加坡代言人遂統一改為任賢齊。

## 分區業務

### 香港
加州健身曾於2007年1月至2011年9月成為香港最大規模健身中心，分店數目隨後被主要對手舒適堡超越並大幅拋離。停業前，辦公室位於九龍灣宏照道15號金聯大廈。
加州健身首間兼香港第1間會所在1996年7月於中環威靈頓街開業，其後於銅鑼灣及灣仔增設分店。1999年12月首次進駐九龍，於尖沙咀開設香港第4會所，2002年於旺角鬧市雅蘭中心開設分店。受惠於2003年沙士後的經濟復甦及市道持續暢旺，加州健身進行新一輪業務擴充，首先進駐沒有鐵路到達的黃埔區，2006年5月再於旺角開設第2間亦是香港第7間分店，2007年1月，加州健身耗資3,000萬元於屯門市廣場一期三樓，開設第8間會所，其後又於鰂魚涌增設港島區第4間分店。到了2008年4月，耗資4,000萬元於MegaBox18樓開設佔地逾6.5萬平方呎兼香港第2間「成龍運動館」，是香港第十會所、亦是旗艦健身分店之一，設施包括長25米的戶外泳池、日光浴區及室外跑步徑等。此會所座擁270度高空戶外景緻及維港煙花海景，於煙花發放期間更會邀請會員及親屬安坐於泳池平台觀賞。
2012年，母公司（24 Hour Fitness）將業務售予私募基金The Ansa Group，發展開始停滯不前。
尖沙咀分店曾兩度搬遷，2005年6月首次由漢口道漢口中心搬至彌敦道彩星中心，由於影星成龍獲得加州健身贊助，彩星店遂易名為「成龍運動館」。2010年2月，彩星分店因租約期滿而結束營業，7月搬遷到同區的The ONE商場9至11樓繼續營業，佔地超過40,000平方呎，設有落地觀景窗，可眺望維港及九龍公園景緻。中環分店亦於2011年9月遷往皇后大道中The L Place。銅鑼灣利舞臺廣場店則於2011年底關閉，並於2012年5月遷至同區伊利莎伯大廈。灣仔其昌中心及旺角百寶利店則分別於2012年11月及12月關閉，並在2014年8月20日於灣仔建利大廈重新開張（原址為德興酒家及浪淘莎桑拿），旺角區則只剩下雅蘭店而不會重設區內第二分店。屯門市廣場店亦於2014年8月結束，並在2015年5月15日搬遷至區內屯門中心。隨着黃埔站即將通車，在業主大幅加租的情況下，鄰近未來港鐵出口的加州健身黃埔花園第11期分店需於2016年元旦起結業，並於3月15日搬遷至位置稍遠的第4期地下，設有高溫瑜伽房及果汁吧。
2013年10月，加州健身以全新品牌「Leap by California Fitness」於九龍灣一號九龍開設第9間會所（Seasons Fitness九龍灣分會舊址），主要服務對象為白領階層，收費較一般會所稍高，着重舒適度及Group Training，舊有加州健身會員需要額外繳付費用方可使用該會所設施。加州健身在香港的另一業務則為經營獨立瑜伽會所「mYoga」，首間於2006年8月在旺角雅蘭中心創立，2008年3月再在銅鑼灣世貿中心增設佔地25,000呎、佔用2層、全海景的港島最大規模瑜伽中心。mYoga的兩間瑜伽會所亦隨著香港加州健身於2016年7月12日全線停業而關門。
2016年6月28日，加州健身被入稟法院申請清盤，其後更被傳出經營不善、巨額欠債、拖欠大量租金及人工等，至7月4日率先關閉黃埔店，再於7月12日暫停其餘9間分店

#### 設施
香港10間分店裡，除一號九龍及MegaBox外，其餘7間設在港鐵站附近，交通便捷。會員可免費享用毛巾、紙巾及耳挖捧等設備，所有會所均設桑拿及蒸氣浴。會所設有心肺、阻力及負重訓練等超過200部器材，當中共有40部嶄新設備。包括Group X 動感教室及Spinning室內單車教室外，還有特定為私人健身、Kick Fit 拳擊健身及伸展等項目而劃分的區域。器材方面，大部份選用美國著名品牌賽百斯（Cybex）及力健（Life Fitness）等。

#### 疑拖欠員工薪金
2016年6月24日，有員工對傳媒表示公司已超過7日未出糧，懷疑觸犯勞工法例。勞工處表示已接獲California Fitness員工對有關公司未出糧的查詢，已與公司聯絡了解事件。

#### 遭申請清盤
2016年6月28日，經營California Fitness、Myoga及Leap健身連鎖店的J.V. Fitness Ltd，遭鎂燦科技工程有限公司入稟高等法院申請清盤，案件已排期至8月31日聆訊。（案件編號：HCCW 209/2016）

#### 分店停業 出現拖租及欠薪問題
開業僅4個月的California Fitness黃埔分店，2016年7月3日突然貼出通告表示，於7月4日起無限期停業。有會員表示各分店開始出現清潔工人停工、教練辭職以及部分設施已關閉的情況。其後旺角雅蘭中心、屯門及鰂魚涌柏蕙苑分店亦出現欠租及欠薪問題，涉款逾百萬元。到7月6日，全線分店已停止招生及續約。而海關接獲139宗涉及暫停分店服務的投訴；消委會過亦接獲228宗諮詢，70宗投訴。
逾200名黃埔分店會員組成苦主的大聯盟，考慮向海關及警方報案。
2016年7月11日早上，海關採取突擊行動，到California Fitness位於九龍灣辦公室拘捕兩名男女高層協助調查。同日，位於MegaBox的會所被業主停止供應冷氣，而團體課程全日課堂需要取消。

#### 全線暫停營業
2016年7月12日凌晨1時，公司於旺角分店門外貼上公告，指J.V. Fitness有待8月31日進行一項有關該集團的清盤聆訊，旗下品牌California FITNESS、mYoga、Leap共12間分店全線暫停營業。到中午，約40名California FITNESS員工前往灣仔警察總部報案。部分資深員工質疑公司欺骗員工及會員，甚至涉及將資金非法轉移，因而決定報警。
時任立法會議員鄧家彪粗略估計California Fitness在香港至少有10萬名會員及500名員工，欠薪及賠償金額過千萬港元。而會員是否能成功退回一早已預繳的巨額會籍費用及教練堂費亦成疑問，認為追討賠償機會渺茫。
另一方面，有部份分店有其他健身公司，如舒適堡的職員在場推銷。舒適堡同時在官方網站發佈消息，指「凡持有任何健身瑜伽中心有效會員證可享免費6個月健身」。

#### 遭臨時清盤人接管
2016年7月13日，香港高等法院委任信永中和（香港）會計師事務所旗下的信永中和諮詢專項服務有限公司的鄧忠華、簡立祈及侯頌雯，為經營California Fitness、Myoga及Leap健身連鎖店的母公司J. V. Fitness Ltd.的臨時清盤人。

#### 爭議

##### 銷售手法
參考：舒適堡#銷售手法爭議
- 2008年時，有會員於5年前與California Fitness簽訂健身會籍合約，當時支付14,561元，但未獲發合約副本。最近她欲續約，才發現該份保存在該公司的合約，疑被擅自加資料及收費有誤。會員更發現協議書內，在推薦人一欄多了兩位她不認識人士的名字及電話號碼，懷疑有人當時利用其資料從中獲益。會員向該公司投訴，獲覆該職員已離職，無法跟進。California Fitness表示，會員於5年前登記成為該公司60個月的Platinum會員，並購買兩堂私人教練課程，當時會員已簽署會員協議書及私人教練課程的協議書，所有合約規條已在每一部份簽署。至於協議書上的介紹人資料，相信存在人為錯誤，該公司會加強職員培訓。

- 2009年10月，有傳媒報道有會員於2008年6月參加California Fitness的Zenith健身會籍時，職員當時稱約兩萬元會籍屬永久，未有提及每年須繳交年費。不過在參與健身其間，被游說選用多個私人教練課程，需額外多付逾10萬元。會員其後已多月無用健身設施，到2009手9月底再到健身中心操練時，被指因無交年費而被終止會籍。California Fitness表示，在會籍協議書內的規條指出，會員須在規定的終止日期前更新其會籍，公司所提供的3個月寬限期已給予會員較多彈性。若會員沒有遵從條款更新會籍，其會籍及所有更新會籍的權利，將永久失效。至於該會員為何沒被知會繳付年費一事，該公司沒正面回應。[46]

- 2010年10月，加州健身被指控利用不公平的方式逼迫有精神障礙的消費者簽署長期會員合約，並被投訴至消費者委員會。此事件也引起立法會議員關注，倡議延長針對殘疾與精神疾病人士的合約冷靜期長度。[47][48]

- 2011年1月，一名有智力障礙的單身中年男子，於銀行刷存摺時被家人揭發，畢生積蓄連同一筆12萬港元的遣散費，懷疑被旺角西洋菜街分店女職員以美人計騙取，以購買身會籍及私人教練課程[49]。

- 2012年3月，一名19歲女大專生隨友人到加州健身試玩時，疑似遭健身中心職員以不當方式誘簽合約，引發爭議[50]。

- 2012年3月，有會員向報章投訴教練經常遲到早退甚至缺席，翻查上堂紀錄後，發覺與現實不符，懷疑有人涉嫌做假資料同訛騙[51]。

- 2012年4月，一名18歲自閉症青年被高壓推銷逾兩小時，為脫身被迫簽卡1.8萬元，購買會籍及教練課程，家人要求退款被拒[52]。

- 2012年下半年，一名男會員穿着緊身褲健身，遭會方以穿着不當衣服為由取消會籍，事主最後報警求助，穫會方發還餘下3千多元之會費[53]。

- 2013年7月，有線電視記者假扮顧客，到加州健身其中一間分店領取禮物，原來禮物只是銷售藉口，期間推銷員對記者疲勞轟炸了近兩小時，並多翻作出侮辱性的言語攻擊。[54]

- 2013年12月，私隱專員公署批評加州健身過度收集客戶個人資料，涉嫌違反保障資料的原則。[55][56]

- 2014年7月，利用7日免費試玩的會員證登記作藉口，於旺角雅蘭中心門口騙拐行人上會所後，持續交替銷售人轟炸客戶並作誤導性及隨晦性發言騙取對方簽取會員須知，後以用作合約來索取金錢，事後經當事人向消委會投訴，以終止欠款及會藉的和解方式完結。

###### 涉訛稱免費試玩卻逼購會籍 加州健身三名管理層被捕
繼2015年8月舒適堡涉違反《商品說明條例》的不良營商手法，遭香港海關拘捕創辦人兼大股東夫婦等人後。加州健身亦被投訴街頭推銷員以「試玩」先後利誘兩名客人上健身中心，涉嫌施加不當影響致兩名客人購買1.9萬港元及6,500元會籍，海關遂採取連串行動拘捕11人，包括3名管理層，不排除管理層知悉及縱容有關銷售手法，最高可被罰款50萬元及監禁5年。
其中一宗發生於2015年5月，一名從外國回流的女子在街頭被職員游說試玩，之後遭誤導簽署一份聲稱是證明免費試玩的文件，其實是簽署6,500元的一年健身會籍，女事主懷疑受騙報警，警方轉交海關跟進。另一件案件是18歲男事主於2015年7月20日晚上，行經彌敦道雅蘭中心對開時，同樣被職員游說試玩，指周年慶祝可以上去「免費」試玩。他不虞有詐接受磅重及量度脂肪比例，惟磅重後職員竟指有關測試要收費1,800元，否則需購買1.9萬元為期3年會籍，他最終被迫購買3年會籍。他事後告知家人，最終向葵青區議員梁子穎投訴轉交海關跟進。曾協助事主追討的立法會議員鄧家彪表示，雖然《商品說明條例》已落實了兩年，但對預繳式服務未有太大作用，建議海關嚴厲打擊之外，應引入冷靜期保障消費者的權益。

##### 屯門店結業事件
2014年7月初，加州健身突然宣佈屯門市廣場分店因租約期滿，僅營業至7月底，惟當會員得悉分店即將結業時，20多人聚集該店要求退款，更一度鼓譟氣氛緊張，驚動警員到場了解，警方列糾紛案處理，有會員批評中心明知屯門會所快將結業，仍照樣招收新會員，不負責任。其後，加州健身發出通告，承認溝通欠佳及處事方式欠缺透明度，惟通告中所寫「在物色新會址期間，您們將毋須支付任何會籍費用。所有現任會員將自動獲得額外十個月的免費會籍。」的優惠，只限於2014年7月計算過去半年使用屯門店的次數多於所有分店使用次數的50%才能享用，亦即並非所有居住屯門區的會員皆受惠，造成不公平，不能受惠的屯門會員則需在屯門店關閉期間，長途跋涉消耗交通費及會藉費到市區分店健身。

##### 香港消費者委員會公開點名譴責不良手法
2016年4月28日，香港消費者委員會首次以公開點名的形式，公開點名譴責加州健身以恐嚇及誤導手段，逼迫消費者以高額費用購買會籍，及購買昂貴的私人健身課程。香港消委會在接獲對加州健身的投訴，由2013年的227宗，增加至2014年的233宗，至2015年更激增至296宗，而全年577宗有關健身中心的投訴，有一半都涉及加州健身，單是2015年的投訴已涉及達854.9萬元，最嚴重個案涉57.5萬元。
有部分個案是加州健身以免費試玩等手法吸引民眾進入健身中心，其後被多名職員包圍遊說，甚至取走參觀者的身份證及信用卡，在未經參觀者事先同意下，擅自以信用卡及身份證的個人資料申請貸款購買加州健身的會籍，並恐嚇參觀者不要報警。有部分個案是智障人士被加州健身推銷會籍及健身課程，並誘使智障人士簽下同意書。有個案則涉及加州健身的現有會員，被多名健身教練以包圍恐嚇的手法，強逼會員購買收費昂貴的私人健身課程及簽署續會同意書，甚至被逼拍攝有笑容的照片，作為自願參加的證明後方可離開健身中心。
消委會指出，在接獲多宗有關加州健身的投訴後，曾經多次勸喻加州健身的負責人，要求改善其經營手法。即使消委會於2016年1月發信要求加州健身修正其銷售手法，但加州健身仍拒絕合作，而所涉投訴日趨嚴重，部分個案更涉及恐嚇消費者等不良手法，為免更多市民被誤導及恐嚇，因此須要公開譴責加州健身，並把部分涉嫌違反法例的個案轉交香港海關跟進。消委會亦促政府盡快研究「冷靜期」立法，規管預繳式消費。

### 新加坡
新加坡現時設3間分店，分別位於武吉士（Bugis）（2005年10月開幕）、諾維娜廣場（Novena）（2006年6月開幕）及莱佛士坊，並曾開設烏節大廈分店及於2011年初增設第5間會所，惟及後因租金或需求問題而關閉。
到2016年7月20日，所有新加坡分店停業，直至另行通知。

### 中國大陸
繼香港及新加坡業務取得成功後，加州健身開始進駐中國大陸，於北京（2007年8月開幕）及上海（2007年年底開幕）各設一間分店，並於2013年9月2日在廣州增設一間分店，最初邀請球星姚明任代言人，並將京、滬分店命名為「姚明運動館」，及後因合約期滿，才解除姚明的代言合約及除去「姚明運動館」的稱號。
北京及上海分店以整頓為由於2016年7月上旬先後結業。廣州珠江新城高德置地广场内的分店於7月21日突然关闭。

## 已出售的業務

### 台灣
- 2010年9月前共有6家分店（台北站前、西門、統領、天母、大安以及台中店）。
- 2010年底，台灣加州健身由美商世界健身俱樂部（World Gym）併購，並交由其香港分公司香港商世界健身事業有限公司經營[13]。

加州健身位於台灣的營業分點，在被併購交易由新業主接手之前，曾經被會員指控相關設施老舊缺乏保養、衛生品質堪憂的負面批評，包括運動器材生鏽缺乏保養、或場地設備積水漏水等問題。

### 馬來西亞
馬來西亞的3間會所已被名人健身收購。

## 爭議
- 有市民投訴，加州健身中心在未清楚提醒會員繳費前，單方面以欠交清潔費為理由終止「終身會員」合約，引發會員權益爭議[77]。
- 有客戶抱怨購買一百二十萬的課程後卻之後發現有期限，結果課程退費還需要付20%的違約金[78]

### 盜竊
- 2005年2月至7月，曾有多次案底的失婚女經紀，利用加州健身中心會員身份，在港島區兩間中心的女更衣室，乘女顧客前往沐浴或健身期間，破開儲物櫃鎖頭，連環盜取合共近17萬港元財物，8月1日她在東區裁判法院承認八項偷竊罪，裁判官直指她利用會員身份方便犯案，判入獄一年。[79]

### 意外
- 2009年2月，一名中年男性會員在香港九龍灣MegaBox的加州健身會所健身，在跑步機上跑步時突然暈倒，救護員現場為他以自動體外心臟去顫器施行電擊急救，終究不治[80]。
- 2012年12月，一名中年女子於黃埔花園會所，由教練指導下進行鍛練三頭肌期間，突然腦部爆血管，暈倒地上。[81]
- 2014年7月8日下午5時許，42歲尼泊爾裔男會員偕同兩名友人到旺角雅蘭中心分店健身。之後朋友往淋浴，他獨自使用男更衣室內的蒸氣房設施。豈料進入蒸氣房數分鐘，便聽聞房內傳出異聲，突然整幅面積約10呎乘10呎的鋁製假天花倒塌下來，他頓時被假天花刮損，並壓傷左邊肩背及頭部，隨即大叫。朋友見狀通知職員要求召喚救護車。職員不願意召喚救護車，但傷者堅持，最後健身中心先打電話，由一男職員陪伴送院。抵達醫院並登記資料後，健身中心男職員即離開，並無等待傷者看完醫生，其後他由趕到醫院的太太照顧。事後傷者向California Fitness追討，要求書面道歉，並檢查旗下各分店會所天花，以及作出賠償。但他引述有職員回覆，拒絕他的要求，僅指會由保險公司跟進賠償問題。報社於7月12日向California Fitness了解，惟職員指寫字樓職員沒有上班，未能回覆。傷者則投訴健身公司事後推卸責任，拒絕負起應有責任作書面道歉及賠償，揚言會追究到底。[82]

## 外部連結
- 加州健身香港
  - California Fitness Hong Kong的Facebook專頁
- 加州健身新加坡
  - California Fitness Singapore的Facebook專頁
- 加州健身中國（页面存档备份，存于）